# Giáo hoàng Rômanô
Rômanô(Latinh:Romanus) là vị giáo hoàng thứ 114 của Giáo hội công giáo. Theo niên giám tòa thánh năm 1806 thì ông đắc cử Giáo hoàng năm 897 và ở ngôi Giáo hoàng trong 4 tháng. Niên giám tòa thánh năm 2003 xác định đó là từ tháng 8 năm 897 cho tới tháng 11 năm 897.
Giáo hoàng Romanus sinh tại Galles, Rôma. Ông là người gốc Anh và từng là bạn của Giáo hoàng Formosus, nhờ đó mà ký ức của vị Giáo hoàng tiền nhiệm được phục hồi.
Romanus khôi phục việc tưởng nhớ Đức Formosus bị Giáo hoàng trước lăng nhục bằng công đồng xác chết. Có thể ông đã chết vì bị đầu độc. Triều Giáo hoàng của ông là ngắn ngủi nhất. Tuy nhiên, ngày qua đời của ông hiện này vẫn chưa rõ.